# Bomarzo
Bomarzo è un comune italiano di 1 677 abitanti della provincia di Viterbo, nel Lazio nord-occidentale.

## Geografia fisica

### Territorio
Geograficamente Bomarzo si trova nella valle del Tevere tra la regione Lazio e l'Umbria
- Classificazione climatica: zona E, 2120 GR/G

## Origini del nome
Il toponimo potrebbe essere un idronimo derivato da una piccola palude che il torrente formava, quando arrivato in pianura, la pendenza si abbassa di molto (attorno all'1‰), e allargava il suo letto. Potrebbe essere stata situata sotto il centro del paese, rilevabile da uno strato torboso sicuramente ricoperto da vari strati alluvionali successivi. Sarebbe possibile quindi ritrovare anche un probabile abitato palafitticolo come era norma nei tempi di questo periodo del II millennio a.C. proprio attorno a queste MAR-Z: luoghi acquei paludosi ma con acqua comunque scorrente. Il BO dell'inizio della parola potrebbe essere l'idronimo PO, dal greco-indoeuropeo Potamòs, trasformato in Bo in epoche recenti, che significa fiume di pianura.

## Storia

### Antichità
Nonostante i molti ritrovamenti archeologici susseguitisi sul territorio bomarzese dagli inizi dell'Ottocento ad oggi, le origini dei suoi primi abitanti rimangono avvolte nel mistero. Alcuni indicano il popolo asiatico dei Meoni, altri i misteriosi Rinaldoniani. Certo resta il fatto che il territorio fu intensamente popolato sia dagli Etruschi che dai Romani, che lo conquistarono intorno al V secolo a. C. e ne ascrissero la popolazione alla Tribù Arniense.
A testimonianza di quei tempi restano ancor oggi molte prove tangibili nell'area bomarzese: la Piramide etrusca, le tagliata e le necropoli, i ruderi di un acquedotto romano, le fornaci dei Volumni.

### Tarda antichità
Anche in seguito alla deposizione dell'ultimo imperatore romano d'occidente, Bomarzo continuò a costituire un'unità amministrativa all'interno del mondo romano: prima sotto il Regno di Odoacre, poi in quello di Teodorico e dei suoi successori. Durante la tarda antichità sembra che il locale vescovo polimarziense abbia acquisito sempre più importanza, fino a divenire l'effettivo rettore cittadino. In seguito allo scoppio della guerra d'Italia (535-553) Bomarzo venne ripetutamente invasa: prima dalle armate di Totila, in seguito dai Longobardi di Alboino tra il 569 ed il 590.

### Alto e Basso Medioevo
L'ultima invasione si ebbe nel 739 per mano del re Liutprando, che la sottrasse al Ducato romano insieme con Amelia, Orte e Blera. Con le vittoriose campagne franche in Italia (755-756), fu riassegnata al territorio romano, retto non più dai bizantini ma dal papa. Intorno all'XI secolo la diocesi polimarziense fu probabilmente soppressa, e con esso finì il dominio dei suoi vescovi sulla città.
Durante i secoli, la città passò diverse volte di mano: venduta da un certo Uffreduccio Risio, Veraldo ed altri consignori alla città di Viterbo nel 1298, venne poi infeudata agli Orsini, che la tennero fino al 1646. Nel 1340 è attestato Anselmo Orsini, signore di Bomarzo, ed in seguito Corradino Orsini. Quest'ultimo sembra sia stato in forte contrasto con i bomarzesi, decidendo non solo di introdurre nuove tasse, ma anche di imprigionare i magistrati comunali.

### Età moderna e contemporanea
Durante il Rinascimento Bomarzo conobbe un periodo di discreta fioritura culturale, come dimostrato dalla ricostruzione del Duomo di Bomarzo e del Palazzo Orsini (Bomarzo), trasformato in residenza gentilizia. Negli stessi anni venne alla luce il poeta e orientalista Fortunio Spira (Bomarzo, c. 1490-Venezia, 1559), nato Sebastiano di ser Giovanni di ser Nicolò. Nel 1646, il Duca di Bomarzo Marzio Orsini (1618-1674) alienò il feudo ad Ippolito Lante Montefeltro della Rovere (1618-1688), la di cui famiglia lo possedette fino al 1837, quando il Duca Giulio (1789-1873) lo vendette ai Borghese.
Dopo secoli di appartenenza ai domini papali, e più specificamente alla Delegazione di Viterbo, in seguito alla terza guerra d'indipendenza italiana, nel 1866 Bomarzo venne annessa al Regno d'Italia.
Nel 1942 cedette la frazione di Chia al comune di Soriano nel Cimino.

### Simboli
Lo stemma e il gonfalone sono stati concessi con DPR n. 1834 del 25 marzo 1988.
Il leone dello stemma probabilmente deriva da quello di Viterbo, dalla quale Bomarzo fu governata per un certo periodo e che permise la nascita delle prime magistrature comunali.
Il gonfalone è un drappo rettangolare partito di azzurro e di giallo.

## Monumenti e luoghi d'interesse

### Architettura religiosa

#### Chiesa di Santa Maria Assunta in Cielo

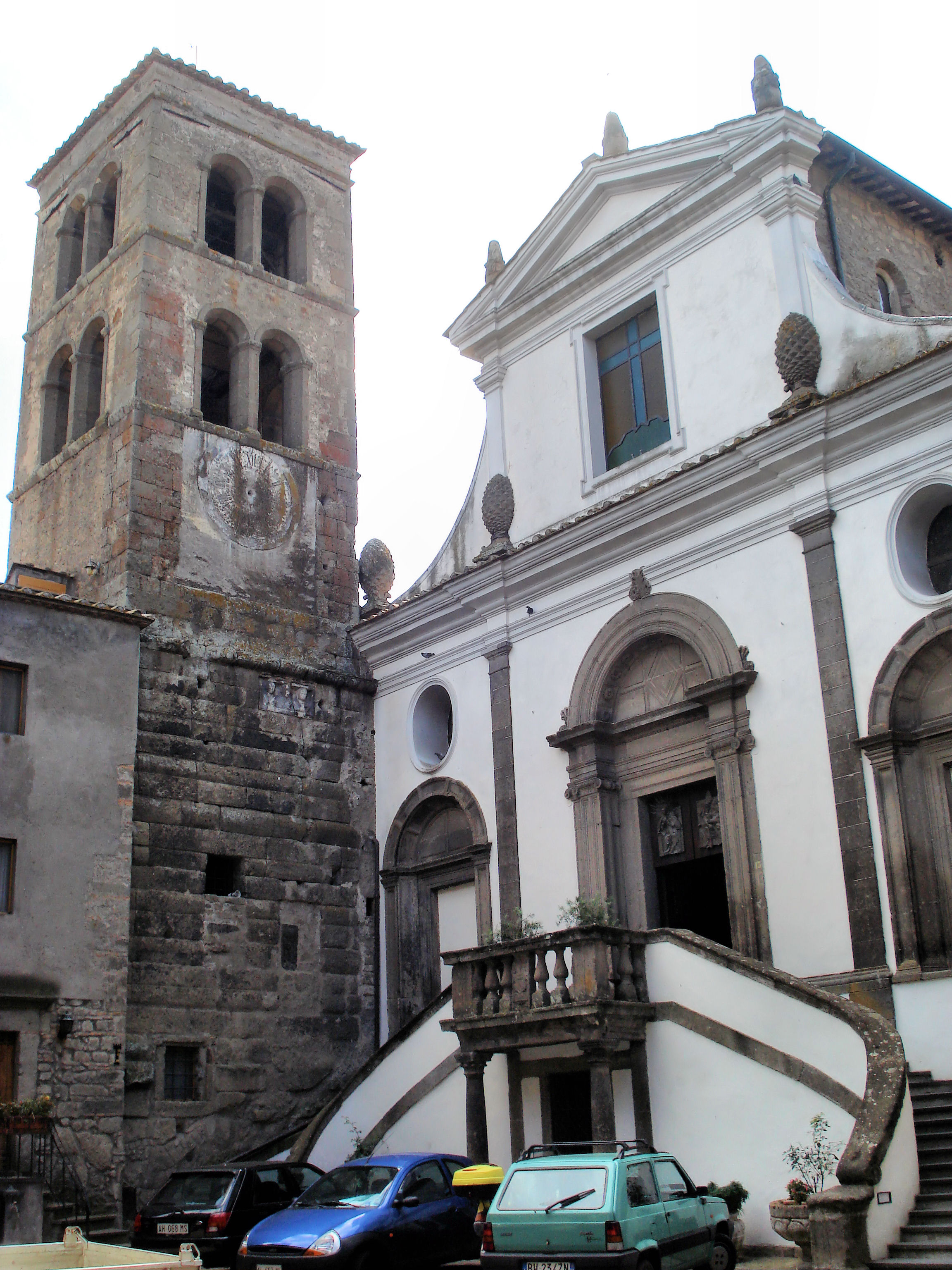
Il Duomo di Bomarzo col campanile medievale.

L'edificio, altresì noto come "Duomo di Bomarzo", è situato nel cuore del borgo, a pochi passi da Palazzo Orsini. Già cattedra dei vescovi polimarziensi, è oggi sede della parrocchia e dell'arciprete del paese, e ospita al suo interno le reliquie di Sant'Anselmo di Bomarzo.

#### Chiesa di Santa Maria di Montecasoli
Chiesa medievale perfettamente conservata, è situata all'interno della riserva di Monte Casoli. Viene raggiunta una volta all'anno dalla popolazione locale, che vi si reca a piedi il Lunedì dell'Angelo partendo dal centro di Bomarzo.

#### Chiesa di Santa Maria della Valle
La chiesa, edificata nel XVII secolo dalla nobile famiglia dei Lante della Rovere su un precedente edificio, è situata nelle vicinanze del Sacro Bosco.

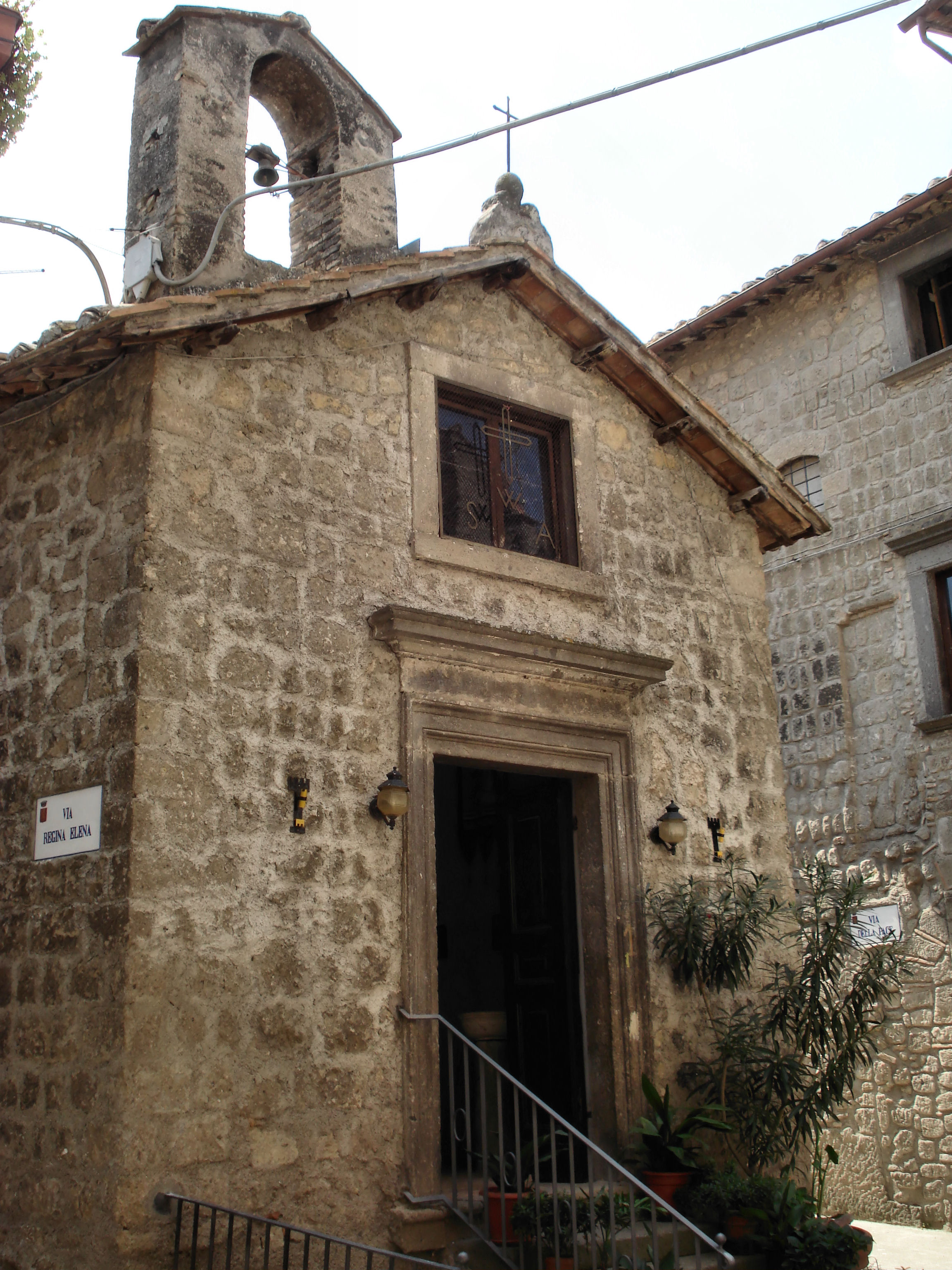
La chiesetta di Sant'Anselmo.

#### Chiesa di Sant'Anselmo
Piccolo edificio eretto a poca distanza dal duomo ove sono inumate le spoglie del santo. L'interno, estremamente spoglio, conserva un quadro del santo risalente probabilmente al XVIII secolo.

#### Chiesa del Cristo Risorto
Voluta dal vescovo di Viterbo, mons. Luigi Boccadoro, in seguito all'incremento demografico incontro al quale andò Bomarzo negli anni '60. La chiesa, costruita in mattoni, vuole imitare lo stile etrusco per sottolineare il legame del paese con questo popolo.

### Architetture civili

#### Parco dei Mostri

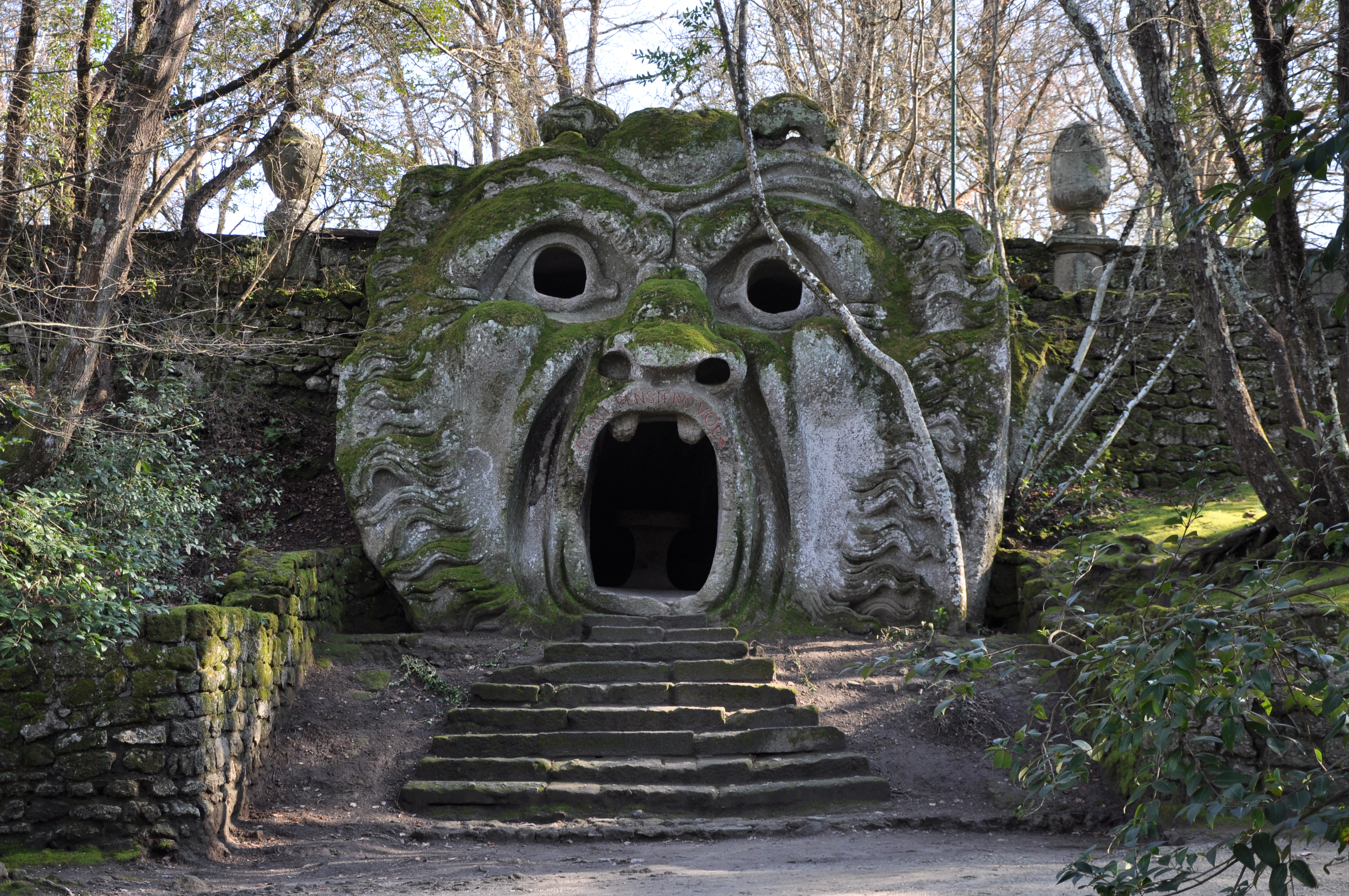
Il Parco dei Mostri: l'Orco.

Il complesso monumentale è noto anche come "Sacro Bosco". Situato alle pendici di un vero e proprio anfiteatro naturale, fu fatto costruire da Vicino Orsini nel XVI secolo. Nel parco vi sono monumenti che raffigurano animali mostruosi e mitologici. Lo scrittore argentino Manuel Mujica Lainez ha fatto un affresco storico molto documentato del Parco dei Mostri nel suo romanzo Bomarzo.

#### Palazzo Orsini
Il palazzo è formato da varie costruzioni, risalenti al periodo che va dal 1525 al 1583, e con la sua struttura articolata domina il paese. All'interno, assieme alla sede del Municipio, spicca il bel salone affrescato da pittori della scuola di Pietro da Cortona. Il feudo con il palazzo furono acquistati dai Borghese nel 1836.

### Altro

#### Monumento a Salvo D'Acquisto

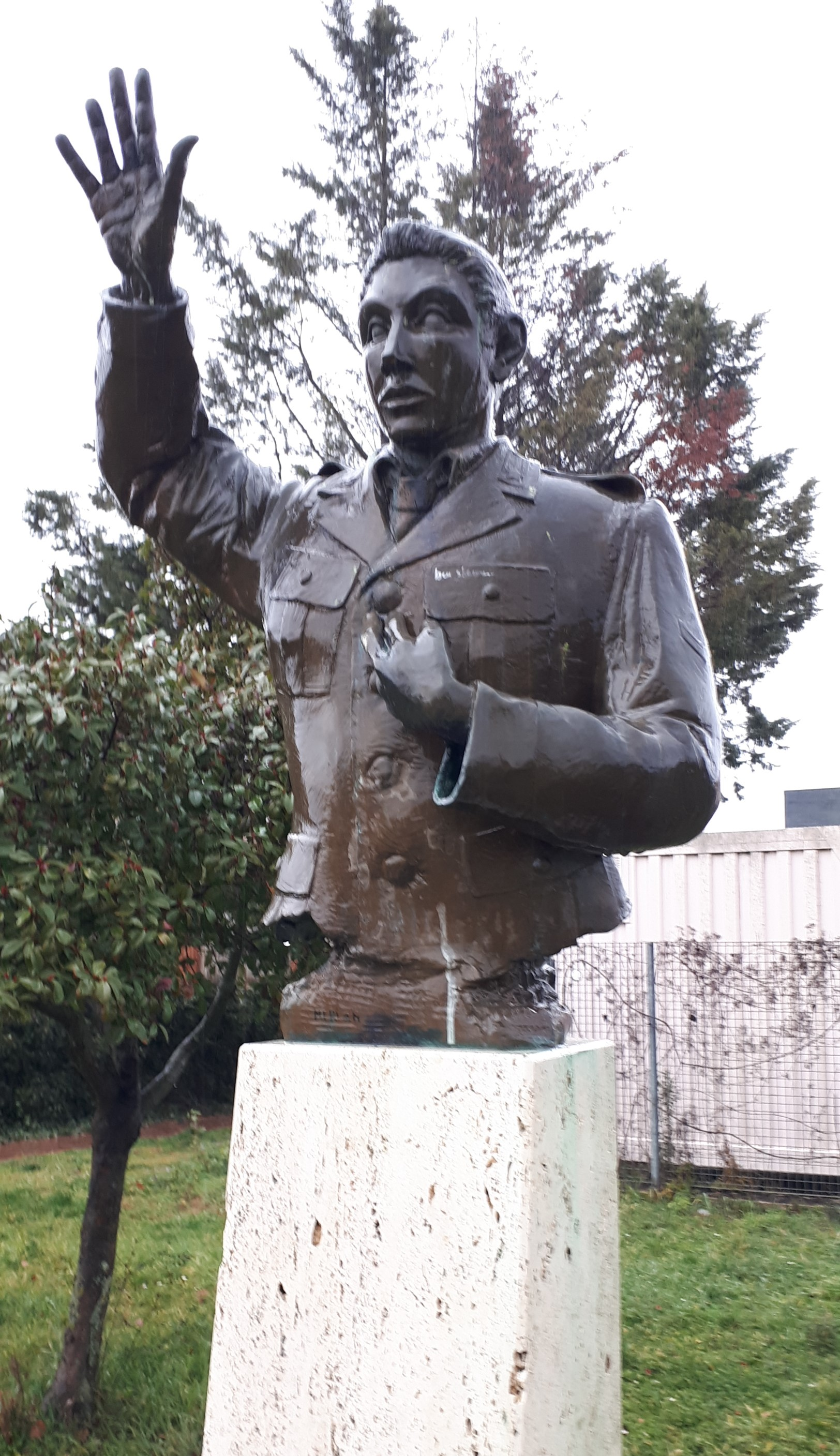
Monumento a Salvo D'Acquisto M.O.V.M.

La statua che ricorda il vice brigadiere dell'Arma dei Carabinieri Salvo D'Acquisto (1920-1943) è posta nell'omonima piazza.

### Aree naturali

#### Riserva naturale provinciale Monte Casoli di Bomarzo
Area naturale posta nel territorio bomarzese.
Piramide etrusca di Bomarzo.

### Aree Archeologiche

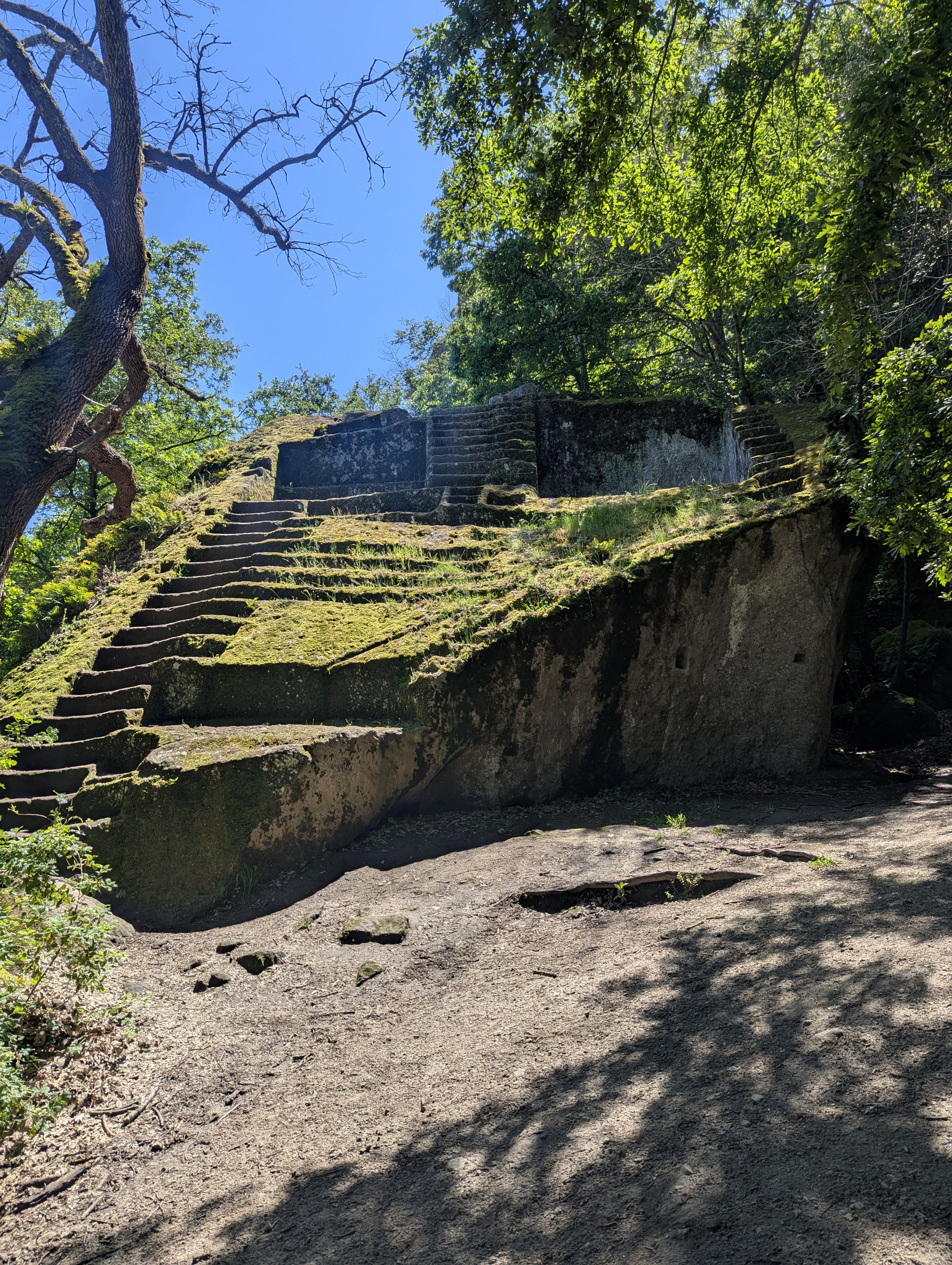
Piramide di Bomarzo

#### Piramide di Bomarzo
Scoperta nel 2001 da Salvatore Fosci e ripulita grazie all’aiuto di alcuni ricercatori, con la sua altezza di 8 m nella parte a monte e 16 m in quella rivolta a valle è il più grande monumento rupestre d'Europa.
È composta da 26 gradini scavati nella roccia vulcanica, ma questi continuano anche sotto il terreno, facendo pensare che la dimensione reale della piramide sia maggiore di quella visibile.
Non si sa con esattezza chi l’abbia costruita. Si pensa che siano stati gli Etruschi e che, data la sua conformazione di piramide tronca, fosse utilizzata come altare rupestre.
Ecco quindi il perché dell’altro nome con cui è chiamata “Sasso del Predicatore”. Altri, invece, ipotizzano un'origine ancora più antica facendola risalire addirittura alla civiltà dei Rinaldoniani durante l’età de bronzo nel 1.800 a.C.

## Società

### Evoluzione demografica
Abitanti censiti

### Etnie e minoranze straniere

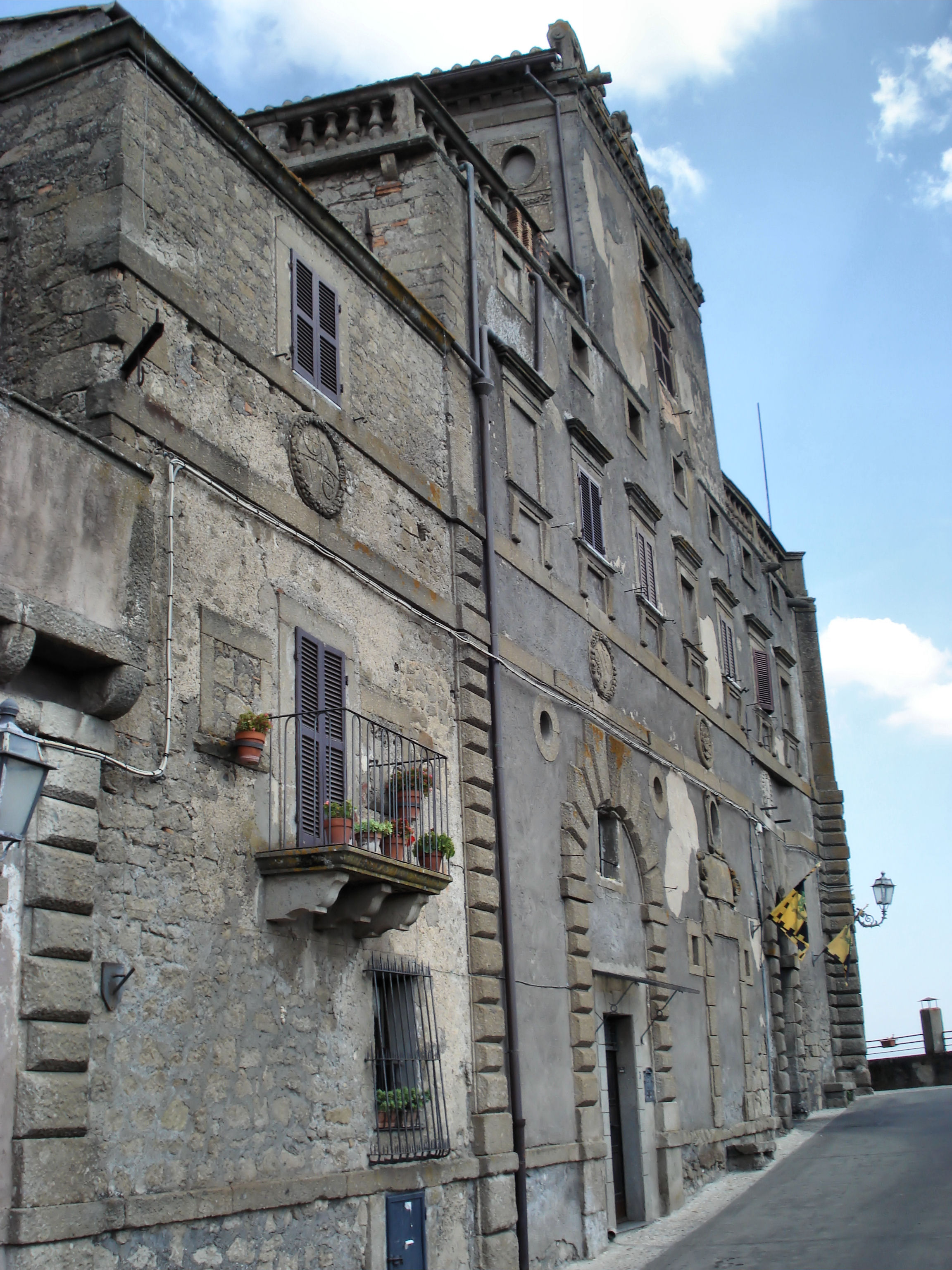
Palazzo Orsini.

Secondo i dati ISTAT al 31 dicembre 2010 la popolazione straniera residente era di 191 persone. Le nazionalità maggiormente rappresentate in base alla loro percentuale sul totale della popolazione residente erano:
- Romania 68 3,65%
- Marocco 38 2,04%

## Cultura

### Eventi
La festa patronale del paese in onore di Sant'Anselmo Vescovo viene festeggiata il 24 aprile, mentre il 25 aprile viene disputato il Palio di Sant'Anselmo che si corre tra le cinque contrade o rioni - Dentro, Borgo, Poggio, Croci e Madonna del Piano in cui è diviso il paese, data conservata per tradizione dal secolo XVII, pur se non coincide esattamente con la ricorrenza del santo patrono. In concomitanza con il Palio si tiene anche il corteo storico rinascimentale in costume denominato "Vicini Ursini de Castro Polimartij".
La terza domenica di giugno sempre in onore del Santo patrono si festeggia la ricorrenza della traslazione del Suo corpo, la di cui sepoltura nel 1647, per interessamento del Duca Ippolito Lante della Rovere fu spostata dall'altare di San Sebastiano a quello principale. Oltre alla processione religiosa si tiene anche un concerto bandistico.
Il giorno di Pasquetta è tradizione recarsi al Santuario della Madonna di Montecasoli, nella vicina riserva omonima.

### Musica
"Bomarzo" è un'opera in due atti del compositore argentino Alberto Ginastera, la sua Opus 34. Ha ambientato un libretto spagnolo di Manuel Mujica Laínez, basato sul suo romanzo del 1962 sull'eccentrico italiano del XVI secolo Pier Francesco Orsini.

## Geografia antropica

### Rioni di Bomarzo
Il capoluogo comunale si divide in cinque rioni che si contendono ogni anno, il 25 aprile, il Palio di Bomarzo. Di recente istituzione è il Torneo dei Rioni, competizione di calcio a cinque tra i quartieri.

#### Nobile Rione Dentro
Corrisponde alla parte più antica del borgo, comprendente il centro medievale, il Duomo e Palazzo Orsini. La chiese del Dentro è quella di Sant'Anselmo, dove sono conservati i palii vinti in passato dal rione. I colori araldici sono il giallo ed il nero, mentre lo stemma rappresenta una torre merlata su sfondo giallo e nero con palme.

#### Antico Rione Borgo
Il Borgo è il secondo rione per antichità: iniziò infatti a svilupparsi intorno al XVII secolo intorno alla principale via d'accesso al Dentro. La sua chiesa è quella della Misericordia, mentre lo stemma raffigura una fontana su sfondo rosso e blu, colori del rione.

#### Regale Rione Poggio
Corrisponde alla parte di congiunzione tra zona antica e zona moderna del paese. Situato su un'altura nelle vicinanze del Borgo, ha come stemma sei poggetti gialli sovrastati dalla rosa degli Orsini su sfondo verde. Chiesa rionale è la Madonna delle Grazie, mentre i colori sono giallo e verde.

#### Arcigno Rione Croci
Zona interessata da recente urbanizzazione, il rione è il più esteso e popolato. La chiesa è quella di recente costruzione dedicata a Cristo Risorto, mentre lo stemma raffigura un ovale ricamato contenente una croce maltese. I colori sono bianco e rosso.

#### Rapace Rione Madonna del Piano
Situata anch'esso nella zona moderna, deriva il suo nome dall'omonima chiesa, posta tra il centro abitato e la campagna circostante. Lo stemma raffigura un'aquila su sfondo rosa e nero, colori rionali.

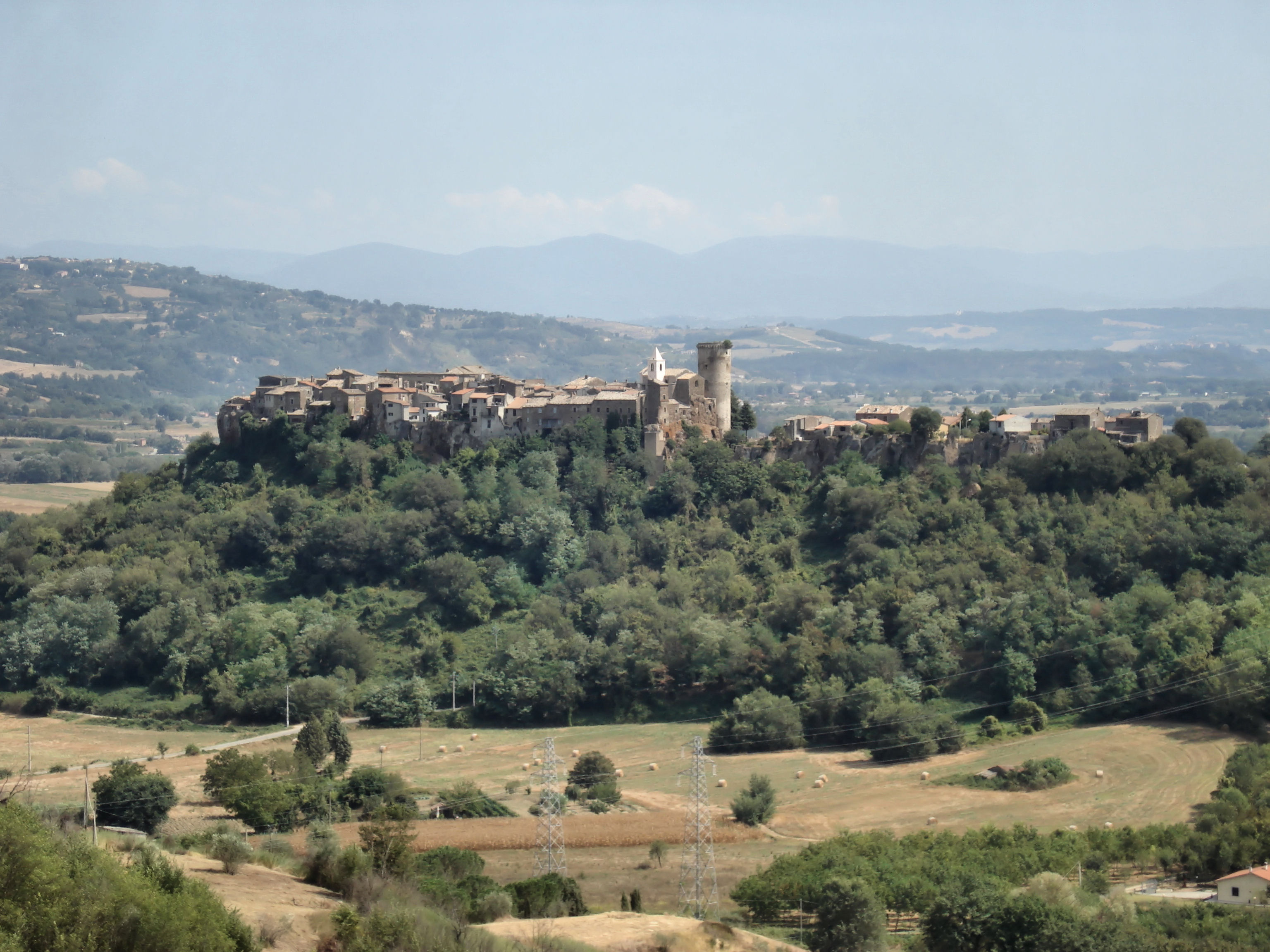
Mugnano in Teverina

### Frazioni
Oggi Bomarzo possiede una sola frazione, Mugnano, ma fino al 1942 faceva parte del territorio comunale anche quella di Chia.

#### Mugnano
Piccolo abitato posto su uno sperone tufaceo, è caratterizzato dall'imponente mole della Torre degli Orsini.

## Economia
Di seguito la tabella storica elaborata dall'Istat a tema Unità locali, intesa come numero di imprese attive, ed addetti, intesi come numero addetti delle unità locali delle imprese attive (valori medi annui).
|         | 2015                  |                              |                            |                |                       |                     | 2014                  |                | 2013                  |                |
| ------- | --------------------- | ---------------------------- | -------------------------- | -------------- | --------------------- | ------------------- | --------------------- | -------------- | --------------------- | -------------- |
|         | Numero imprese attive | % Provinciale Imprese attive | % Regionale Imprese attive | Numero addetti | % Provinciale Addetti | % Regionale Addetti | Numero imprese attive | Numero addetti | Numero imprese attive | Numero addetti |
| Bomarzo | 91                    | 0,39%                        | 0,02%                      | 177            | 0,3%                  | 0,01%               | 82                    | 162            | 90                    | 173            |
| Viterbo | 23 371                |                              | 5,13%                      | 59 399         |                       | 3,86%               | 23 658                | 59 741         | 24 131                | 61 493         |
| Lazio   | 455 591               |                              |                            | 1 539 359      |                       |                     | 457 686               | 1 510 459      | 464 094               | 1 525 471      |

Nel 2015 le 91 imprese operanti nel territorio comunale, che rappresentavano lo 0,39% del totale provinciale (23 371 imprese attive), hanno occupato 177 addetti, lo 0,3% del dato provinciale (59 399 addetti); in media, ogni impresa nel 2015 ha occupato poco meno di due persone (1,95).

### Artigianato
Tra le attività economiche più tradizionali, diffuse e rinomate vi sono quelle artigianali, come l'arte della ceramica, della terracotta e del rame.

## Infrastrutture e trasporti

### Strade

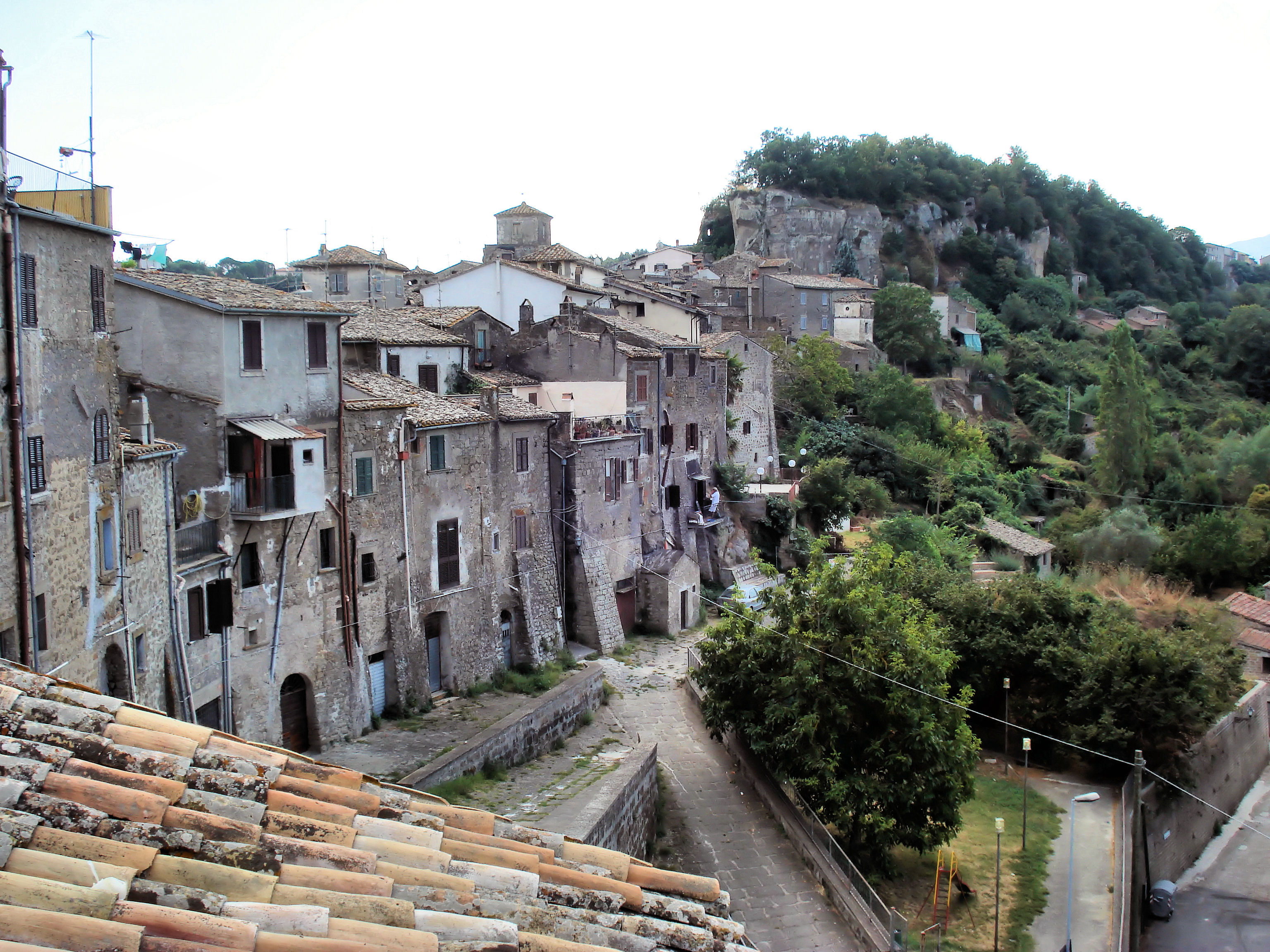
Centro storico

Bomarzo è collegata attraverso le uscite autostradali dell'A1 di Orte, prendendo la Orte-Civitavecchia e di Attigliano prendendo la Strada statale 675 Umbro-Laziale.

### Ferrovie
Bomarzo è collegata alla rete ferroviaria tramite due stazioni ferroviarie:
- la Stazione di Attigliano-Bomarzo, nel territorio del Comune di Attigliano (TR), è collocata sulla Ferrovia Viterbo-Attigliano-Orte e sulla Ferrovia Roma-Firenze. Vi effettuano fermata treni regionali in servizio navetta tra Viterbo e Orte, tutte le coppie di treni regionali veloci Viterbo Porta Fiorentina-Orte-Roma Termini nonché tutti i treni regionali della ferrovia Roma-Firenze.
- la stazione di Orte (VT), sulla ferrovia Roma-Firenze e Roma-Ancona e capolinea delle ferrovie Orte-Viterbo, Orte-Capranica-Civitavecchia e Orte-Fiumicino Aeroporto (FL1).

## Amministrazione
Nel 1927, a seguito del riordino delle circoscrizioni provinciali stabilito dal regio decreto n. 1 del 2 gennaio 1927, per volontà del governo fascista, quando venne istituita la provincia di Viterbo, Bomarzo passò dalla provincia di Roma a quella di Viterbo.
| Periodo           | Periodo           | Primo cittadino   | Partito             | Carica  | Note |
| ----------------- | ----------------- | ----------------- | ------------------- | ------- | ---- |
| 23 aprile 1995    | 9 giugno 1996     | Antonio Cianchi   | Polo per le Libertà | Sindaco |      |
| 9 giugno 1996     | 16 aprile 2000    | Tiziana Lagrimino | L'Ulivo             | Sindaco |      |
| 16 aprile 2000    | 30 marzo 2010     | Stefano Bonori    | L'Ulivo/L'Unione    | Sindaco |      |
| 30 marzo 2010     | 1 giugno 2015     | Roberto Furano    | Lista civica        | Sindaco |      |
| 1 giugno 2015     | 22 settembre 2020 | Ivo Cialdea       | Lista civica        | Sindaco |      |
| 22 settembre 2020 | in carica         | Marco Perniconi   | Lista civica        | Sindaco |      |

## Sport

### Calcio
- S.S.D. Bomarzo (colori sociali Giallo Verde) che, nel campionato 2019-20, milita nel campionato maschile di Promozione.[23]